# 斯勒蒂瓦拉鄉 (沃爾恰縣)
45°07′23″N 23°54′28″E / 45.12306°N 23.90778°E
斯勒蒂瓦拉鄉（羅馬尼亞語：Comuna Slătioara, Vâlcea），是羅馬尼亞的鄉份，位於該國西南部，由沃爾恰縣負責管轄，處於布加勒斯特以西190公里，每年平均降雨量1,109毫米，海拔高度471米，2002年人口3,496。